# Yoshiki (muzyk)
Yoshiki, właściwie Yoshiki Hayashi (jap. 林 佳樹 Hayashi Yoshiki; ur. 20 listopada 1965 w Tateyamie) – japoński kompozytor, autor tekstów, producent muzyczny, znany jako założyciel i lider zespołu X Japan.
W 2010 roku założył fundację Yoshiki Foundation America, która zajmuje się zwalczaniem chorób u dzieci poprzez muzykę. Ponadto fundacja przekazała fortepiany i inne instrumenty muzyczne szkołom dotkniętym przez trzęsienia ziemi w Kobe i Syczuanie.

## Życiorys

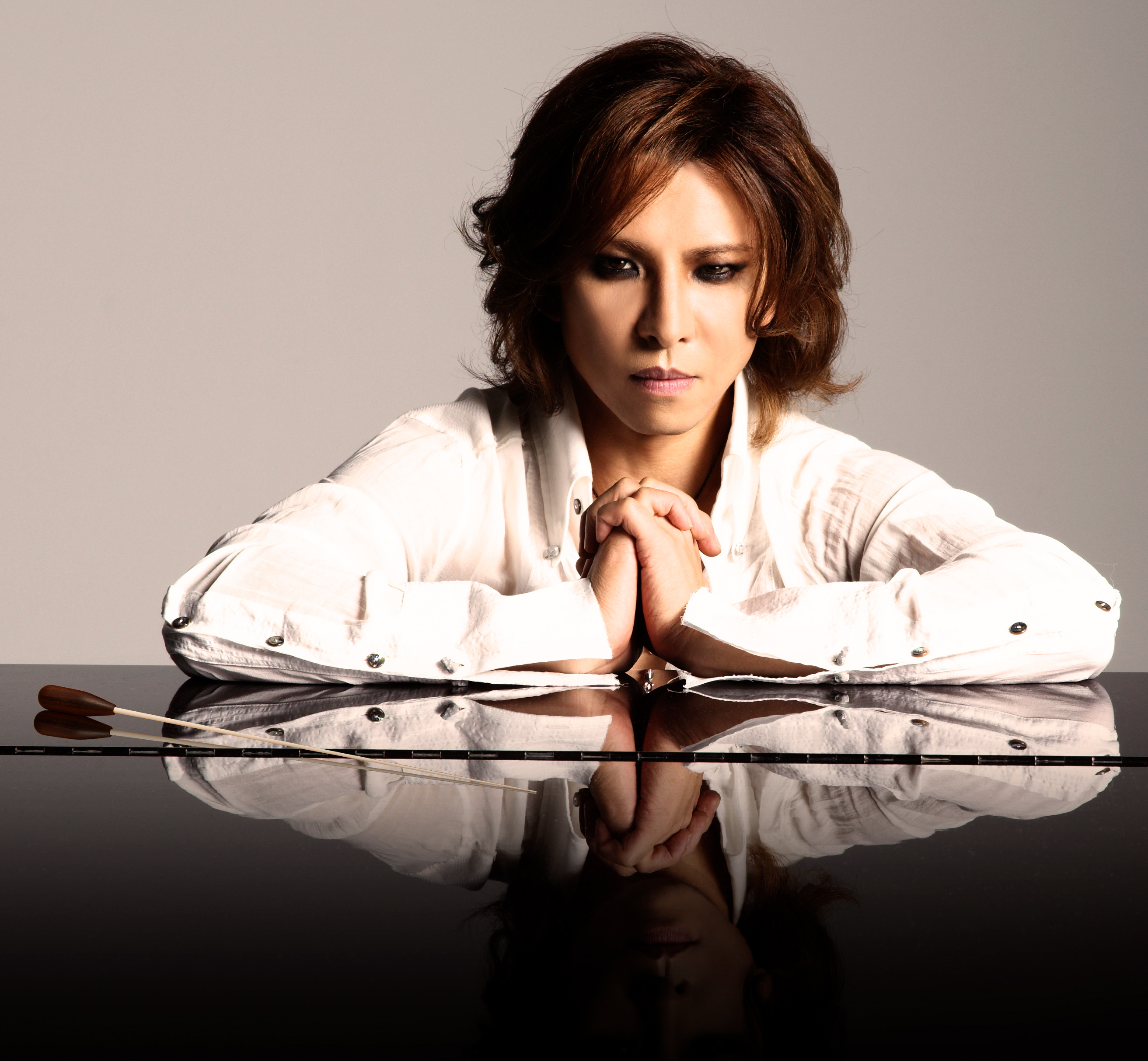
Yoshiki (2013)

W wieku 4 lat zaczął grać na fortepianie, a uczyła go matka. Gdy miał 10 lat, jego ojciec popełnił samobójstwo. Mniej więcej w tym czasie Yoshiki rozpoczął grać na perkusji.
W 1976 roku Yoshiki miał zamiar stworzyć swój zespół muzyczny, co stało się faktem w 1982 roku, kiedy to założył zespół X razem z przyjacielem z dzieciństwa, Toshimitsu Deyamą. Jednak z grupą nie chciała się związać żadna wytwórnia, więc Yoshiki postanowił stworzyć własną o nazwie Extasy Records, za pieniądze ze sprzedaży rodzinnego interesu przez jego matkę. Rok później wydane zostały pierwsze single, a w 1988 roku – pierwszy album zatytułowany Vanishing Vision.
W 1992 roku zespół był już dobrze znany w Japonii. Pojawił się pomysł, żeby zespół wszedł na rynek amerykański, a ponieważ w USA istniał już zespół o nazwie X, nazwę zespołu zmieniono na X Japan. W tym czasie dochodzi do sprzeczek między Yoshikim a Taijim, które ostatecznie doprowadziły do odejścia Taijiego z zespołu. Jego miejsce zajmuje Hiroshi Morie i od tego momentu skład zespołu już się nie zmienił.

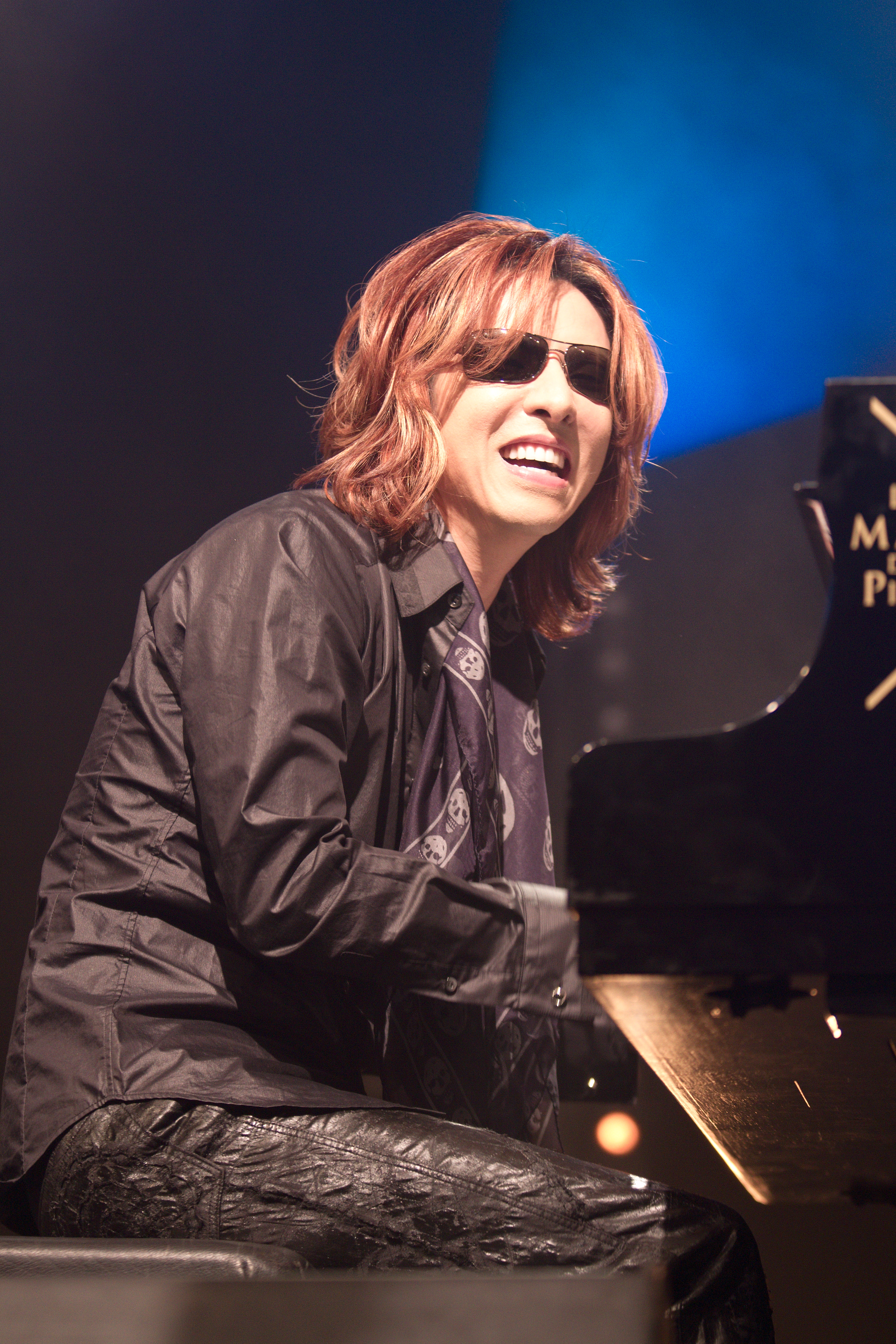
Podczas solówki fortepianowej w trakcie koncertu X Japan na Japan Expo w Paryżu w 2010 roku.

W maju 1997 Toshi ogłosił odejście z zespołu, co doprowadziło do rozpadu grupy we wrześniu. 31 grudnia tego samego roku Japończycy zagrali pożegnalny koncert, The Last Live w Tokyo Dome.
Yoshiki i Hideto Matsumoto planowali przywrócić X Japan do życia w 2002 roku i szukali wokalisty, który zająłby miejsce Toshimitsu. Plany jednak pokrzyżowała niespodziewana śmierć Hideto, 2 maja 1998. Po tym wydarzeniu Yoshiki wpadł w trwającą ponad 2 lata depresję, nie będąc w stanie tworzyć, ani grać. Przeniósł się do Los Angeles i ukrywał się przez długi czas przed publicznością.
Yoshiki skomponował niemal wszystkie utwory X Japan. Prowadził projekt Eternal Melody, który składał się z piosenek X Japan w aranżacji m.in. George'a Martina. Podwójny album, na którym utwory wykonuje Orkiestra Filharmonii w Londynie, ukazał się w 1993.
Yoshiki stworzył również dwie kompozycje muzyki poważnej: Yoshiki Selection oraz Yoshiki Selection II. Oprócz tego przekształcił piosenkę grupy Kiss, "Black Diamond". Utwór znalazł się w albumie Kiss My Ass (1994), który był hołdem dla wspomnianego zespołu.
Pod koniec 2000 roku Yoshiki ogłosił powstanie nowego projektu muzycznego, Violet UK. W 2002 roku wystąpił w trzech reklamach dla sieci sklepów 7-Eleven, które wykorzystywały muzykę Violet UK. Również w tym samym roku Yoshiki związał się z japońskim zespołem globe, tworzonym przez jego przyjaciela, Tetsuyę Komuro (z którym współpracował w 1991 roku przy projekcie V2).

## Filmografia
- "Global Metal" (2008, film dokumentalny, reżyseria: Sam Dunn, Scot McFadyen)[19]
- "We Are X" (2016, film dokumentalny, reżyseria: Stephen Kijak)[20]